# Tipula submarmorata
Tipula submarmorata är en tvåvingeart som beskrevs av Theodor Emil Schummel 1833. Tipula submarmorata ingår i släktet Tipula och familjen storharkrankar. Arten är reproducerande i Sverige. Inga underarter finns listade i Catalogue of Life.